# Kework (ormiański patriarcha Jerozolimy)
Kework (ur. ?, zm. ?) – w latach 696–708 3. ormiański Patriarcha Jerozolimy.